# Campanha de Marta Suplicy à prefeitura de São Paulo em 2016
A campanha à prefeitura de São Paulo de Marta Suplicy, senadora do Brasil da 55 legislatura, pelo Estado de São Paulo, teve sua candidatura oficializada em 30 de julho de 2016, pelo Partido do Movimento Democrático Brasileiro (PMDB). Marta foi casada com o, também senador por São Paulo, Eduardo Suplicy, com quem teve três filhos. Ela foi deputada federal, prefeita, senadora e duas vezes ministra de Estado.
Em 28 de abril de 2015, ela se desfiliou do Partido dos Trabalhadores (PT), após 33 anos de militância no partido, alegando que a legenda é reincidente em casos de desvios éticos e é protagonista em um dos "maiores escândalos de corrupção que a nação brasileira já experimentou". Quase cinco meses depois do rompimento, Suplicy se filia ao PMDB, após também negociar com o Partido Socialista Brasileiro (PSB) - tido como quase certo, após o rompimento. Oficializado em 30 de julho de 2016, a plataforma de Marta, que conta com a presença do vereador Andrea Matarazzo (PSD), como vice-prefeito, foca em reduzir as desigualdades na cidade, ampliação de programas sociais e investimentos em infraestrutura da cidade.
Na última pesquisa de opinião realizada pelo Ibope, Marta Suplicy aparecia com 17% das intenções de votos, ante 33% do candidato e deputado federal Celso Russomanno, do Partido Republicano Brasileiro (PRB). Ainda segundo o Instituto, Suplicy também ocupa o segundo lugar de rejeição, com 35%, tendo à sua frente o atual prefeito, e candidato à reeleição, Fernando Haddad (PT). Em 24 de agosto, o Ministério Público Eleitoral de São Paulo, impugnou a candidatura de Marta Suplicy (PMDB), por falta da apresentação de documentos considerados obrigatórios. Todavia, a campanha de Marta Suplicy afirmou que "toda a documentação necessária para esclarecer quais quer dúvidas será apresentada".

## Antecedentes

### Saída do Partido dos Trabalhadores
Marta Suplicy, considerada um dos principais nomes do Partido dos Trabalhadores (PT), começou em 2014 a se destacar da legenda, ao abandonar o Ministério da Cultura, no governo de Dilma Rousseff, voltando-se contra a presidente e seu governo. Em seguida, a senadora começou a demonstrar o desejo de concorrer à Prefeitura de São Paulo, nas eleições de 2016, após passar por vários cargos majoritários. Todavia, diante da eminência da candidatura à reeleição do atual prefeito da cidade, Fernando Haddad, e após críticas feitas ao PT e ao Governo de Rousseff, durante uma entrevista concedida ao jorna brasileiro O Estado de S. Paulo, Suplicy participou de uma reunião com o Partido Socialista Brasileiro (PSB), onde prometeu levar à legenda quadros petistas descontentes. Desde janeiro de 2015, o PT tentou marcar conversas com a senadora, mas, sem sucesso. O ex-presidente Luiz Inácio Lula da Silva, chegou a acenar a possibilidade de lançar a senadora à Prefeitura da cidade de São Paulo em 2018, com o objetivo de mantê-la no partido, mas a mesma não respondeu aos acenos.

### Filiação ao PMDB e pré-candidatura

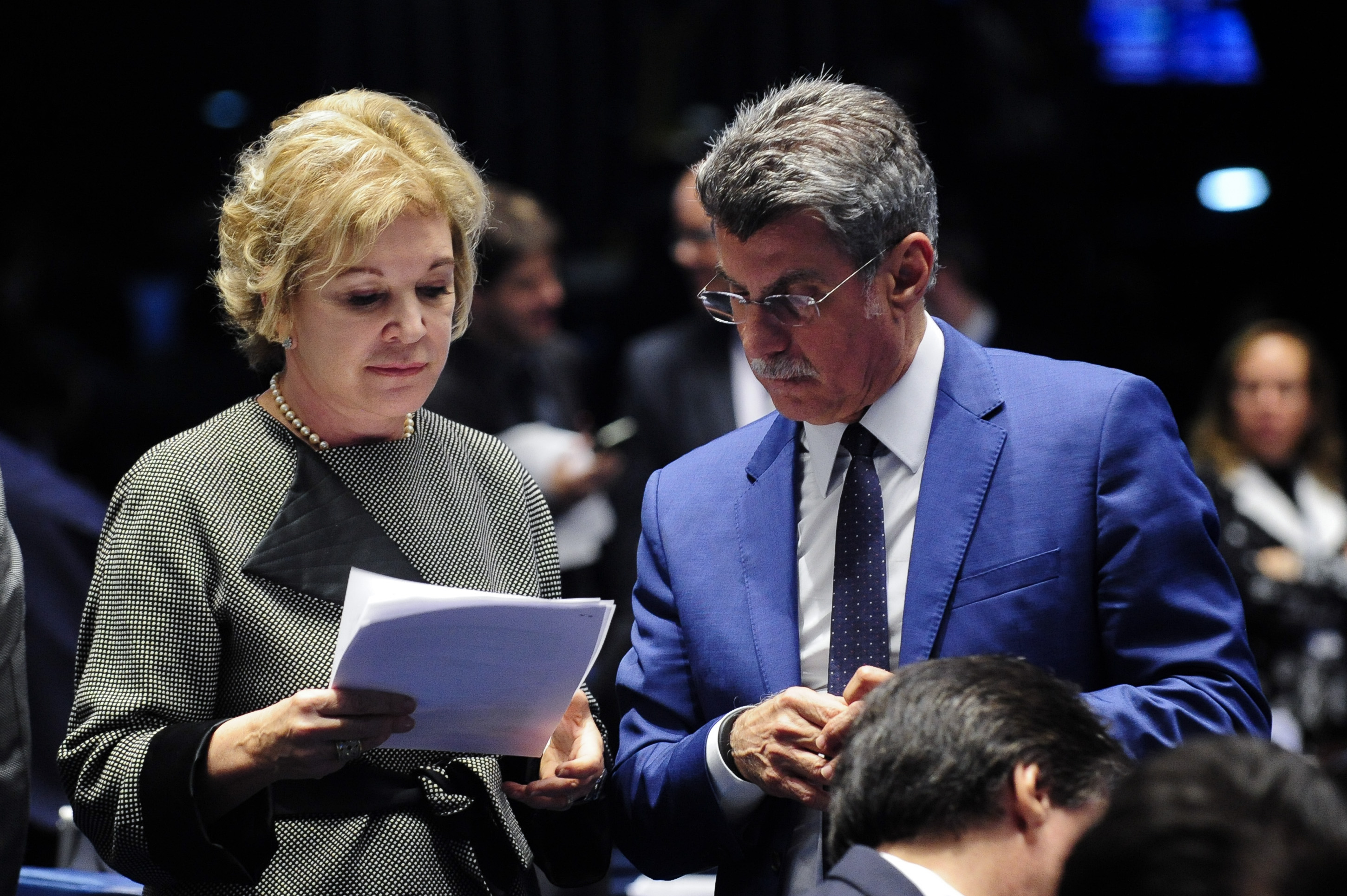
Os senadores Marta Suplicy e Romero Jucá, que foi um dos principais entusiastas do PMDB para a filiação da ex-petista.

Paralelamente a esse cenário, Marta Suplicy montou um comitê político em um imóvel alugado no bairro do Pacaembu, delegando ao seu marido, Marcio Toledo, a responsabilidade de negociar apoio. Em 19 de março de 2015, o jornal Folha de S. Paulo informou que a senadora, iria abandonar o PT para disputar a prefeitura de São Paulo, uma vez que Fernando Haddad, então colega de partido e atual prefeito da cidade, seria o candidato natural. A senadora que, então, tinha negociações adiantadas para se filiar ao PSB, começou a conversar com o PMDB, onde via melhores chances, uma vez que o último proporcionaria a ela uma estrutura partidária e o tempo de televisão maior na propaganda eleitoral.